# 诺盖尔
诺盖尔（法語：Noguères，法語發音：[nɔɡɛʁ]）是法国大西洋比利牛斯省的一个市镇，属于波城区。

## 地理
诺盖尔（43°22'17"N, 0°35'44"W）面积1.95 平方千米，位于法国新阿基坦大区大西洋比利牛斯省，该省份为法国东南部省份，涵盖了贝阿恩与北巴斯克，西临大西洋比斯開灣，北至朗德省，东北接热尔省，东临上比利牛斯省，南与西班牙接壤。
与诺盖尔接壤的市镇（或旧市镇、城区）包括：拉乌尔卡德、穆朗克斯、奥斯-马尔西永、帕尔迪。

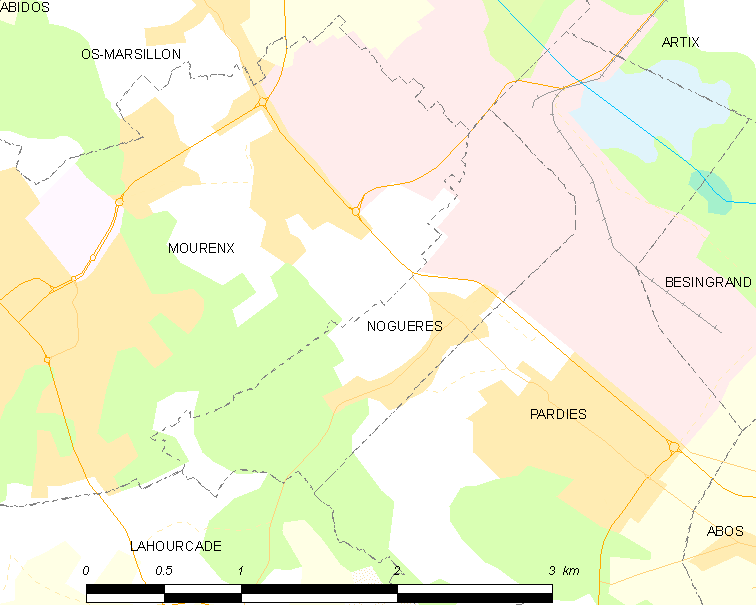
诺盖尔的OSM定位图

诺盖尔的时区为UTC+01:00、UTC+02:00（夏令时）。

## 行政
诺盖尔的邮政编码为64150，INSEE市镇编码为64418。

## 政治
诺盖尔所属的省级选区为贝阿恩中心县。

## 人口

1962-2008年间诺盖尔人口变化图示

诺盖尔于2022年1月1日时的人口数量为125人。